# Giosuè il guardacoste
Giosuè il guardacoste è un film muto italiano del 1917 diretto e interpretato da Giuseppe De Liguoro.